# Rally de Avilés de 2000
El Rally de Avilés de 2000, oficialmente 24.º Rally de Avilés, fue la vigésimo cuarta edición y la séptima cita de la temporada 2000 del Campeonato de España de Rally. Se celebró del 7 al 9 de julio y contó con un itinerario de 171 km cronometrados.

## Clasificación final
| Pos. | Piloto                | Copiloto             | Automóvil                    | Tiempo  | Diferencia |
| ---- | --------------------- | -------------------- | ---------------------------- | ------- | ---------- |
| 1.   | Jesús Puras           | Marc Martí           | Citroën Xsara Kit Car        | 1:54:58 | 0.0        |
| 2.   | Salvador Cañellas jr. | Carlos del Barrio    | SEAT Córdoba WRC Evo2        | 1:55:27 | +0:29      |
| 3.   | Ignacio Sanfilippo    | Ezequiel Nazábal     | Mitsubishi Carisma GT Evo VI | 2:02:40 | +7:42      |
| 4.   | Félix García          | Miguel Ángel García  | SEAT Ibiza GTi 16V           | 2:03:42 | +8:44      |
| 5.   | Joan Vinyes           | Xavier Lorza         | SEAT Ibiza GTi 16V           | 2:03:50 | +8:52      |
| 6.   | Manuel Cabo           | Tomás Aguado         | Citroën Saxo Kit Car         | 2:04:47 | +9:49      |
| 7.   | Marc Blázquez         | Jordi Mercader       | SEAT Ibiza GTi 16V           | 2:04:57 | +9:59      |
| 8.   | Alberto Hevia         | Salvador Belzunces   | Renault Clio Sport           | 2:06:59 | +12:01     |
| 9.   | Antonio Garrido       | José Alfredo Álvarez | Mitsubishi Lancer Evo V      | 2:07:15 | +12:17     |
| 10.  | José Piñón            | Fernando López       | Renault Clio Sport           | 2:07:43 | +12:45     |